# UDP
UDP (angleško User Datagram Protocol) je nepovezovalni protokol za prenašanje paketov. Nepovezovalni pomeni, da odjemalec in strežnik ne vzpostavita povezave, ampak strežnik pošilja pakete odjemalcu in ne preverja, če je odjemalec pakete dobil. Zaradi tega včasih pravijo, da črka »U« pomeni »unreliable« (nezanesljiv).
UDP segment (»uporabniški datagram«) vsebuje 8-zlogovno glavo in podatke. Dvoje vrat v glavi uporablja kot v TCP-ju za identifikacijo končnih točk v izvornem in ciljnem računalniku. Dolžina v segmentu je skupna dolžina glave in podatkov. Nadzorna vsota pokriva glavo in podatke. UDP segment ali uporabniški datagram se za prenos ugnezdi v tekstovno polje IP datagrama. Nadzorna vsota nam tako omogoča, da v transportnem osebku ciljnega računalnika preverimo, ali je vsebina prejetega IP datagrama pravilna. IP datagram sam namreč vsebuje samo nadzorno vsoto za svojo glavo.
V sedanjem času se ta protokol uporablja za pretočni (streaming) radio, internetno telefonijo, vendar le za prenos na primer zvoka, ne pa povezavo in zahtevo po prenosu, le ta se po navadi vrši preko protokola TCP. Preko protokola UDP navadno delujejo DNS (vrata 53), dhcp (68 in 69), ntp (37), netbios-sn (137), netbios-dgm (138) in druge storitve. Protokol UDP je opisan v RFC 768.